# (8829) Buczkowski
(8829) Buczkowski est un astéroïde de la ceinture principale.

## Description
(8829) Buczkowski est un astéroïde de la ceinture principale. Il fut découvert le 14 septembre 1988 au Cerro Tololo par Schelte J. Bus. Il présente une orbite caractérisée par un demi-grand axe de 3,21 UA, une excentricité de 0,10 et une inclinaison de 2,9° par rapport à l'écliptique.

## Compléments